# Bodo Bittner
Bodo Bittner   (Berlín, 2 de febrer de 1940 - Split, 23 de setembre de 2012) fou un pilot de bob alemany que va competir sota bandera de la República Federal Alemanya, durant la dècada de 1970.
El 1976 va prendre part en els Jocs Olímpics d'Hivern d'Innsbruck, on guanyà la medalla de bronze en la prova de bobs a quatre del programa de bobs. Formà equip amb Wolfgang Zimmerer, Peter Utzschneider i Manfred Schumann. En el seu palmarès també destaca una medalla de plata al Campionat d'Europa de bob.